# Heinz Wever
Heinz Wever (* 31. Dezember 1890 in Herscheid; † 15. August 1966 in Bad Breisig) war ein deutscher Maler und  Autor plattdeutscher Texte und Bücher.

## Leben
Wever wurde 1890 als Sohn eines Einzelhändlers aus einer alteingesessenen Herscheider Familie geboren. Nach der Dorfschule in Herscheid besuchte er das Gymnasium in Altena. Früh entwickelte sich sein Interesse an der plattdeutschen Sprache und der Malerei. Bereits der Vater hatte Interesse an der Kunst, musste aber auf Drängen der Eltern darauf verzichten, Maler zu werden. Durch die Mutter erhielt Heinz Wever Unterstützung, bei seiner künstlerischen Entwicklung durch den Porträtmaler Walter Petersen. Zwischen 1911 und 1913 besuchte er die Kunstakademie in Düsseldorf.
Danach hatte er seine Militärzeit abzuleisten, die direkt in den Kriegsdienst mündete. Während des Ersten Weltkriegs war er Soldat an der Westfront. Nach dem Krieg nahm er seine Studien in Düsseldorf wieder auf.
Zahlreiche Reisen führten ihn an den Bodensee, in die Schweiz, nach Italien (insbesondere nach Rom) und Nordafrika. Er dokumentierte diese Reisen in Aquarellen und Kreidezeichnungen. Früh malte er Bilder mit Motiven aus dem Arbeitsleben des märkischen Sauerlandes. So entstand 1924 ein Bild „Arbeiter kommen von der Schicht,“ das eine Szene aus Altena zeigt. Im Jahr 1926 war er einer der fest angestellten Maler bei der Vorbereitung der großen Gesundheits- und Sozialausstellung in Düsseldorf (GeSoLei). Daneben entstanden im öffentlichen Auftrag eine Reihe von Bildnissen führender Persönlichkeiten der Stadt, die im Ratskeller ausgestellt waren.
Wever reiste kurz danach mit Felix Graf von Luckner nach Amerika. Während der Überfahrt auf einem Segelschiff entstanden zahlreiche Zeichnungen und Skizzen. Er trennte sich von Luckner und blieb in den USA. Er organisierte die Festspiele zum 150. Jubiläum der Ankunft General Friedrich Wilhelm von Steubens in Amerika. Danach begleitete er den Kunsthistoriker und Autor Josef Ponten bei einer Rundreise durch die Vereinigten Staaten. Dabei entstanden illustrierte Reisetagebücher und Briefe an die Eltern. Diese Berichte sind erst 1994 erschienen.
Seit 1930 lebte Wever in Berlin. Er arbeitete unter anderem für die Internationale Hygieneausstellung in Dresden. Daneben nahm er graphische Auftragsarbeiten, etwa für Illustrationen oder Plakate, an. Er arbeitete Anfang der 1930er Jahre vor allem für rechte Organisationen wie den Stahlhelm. Für diesen entwarf er ein Plakat für die Kandidatur Theodor Duesterbergs zur Reichspräsidentenwahl 1932. Er gestaltete im selben Jahr auch ein Plakat für die DNVP mit dem Bild Friedrichs II. Auch während des Dritten Reichs war er als Gestalter von Propagandabildern tätig. Von ihm stammt etwa ein Plakat mit dem Bild von Hermann Göring zur Werbung für den Luftschutz von 1935. Daneben malte er im Berliner Zoo, Strand- und Segelbilder sowie Porträts.
Heinz Wever kehrte 1936 nach Herscheid zurück und richtete sich in seinem Elternhaus ein Atelier ein. Er malte unter anderem Fritz Thomée und Theodor Heuss. Einem Auftrag, Jubilare eines Unternehmens an ihrem Arbeitsplatz zu porträtieren, folgten zahlreiche ähnliche Aufträge. Es entstanden bis zu seinem Tod hunderte derartige Bilder. Zur Zeit des Nationalsozialismus hatten diese Arbeiten einen völkischen Unterton: „Ich male den heimischen Menschen in der rassischen Zusammensetzung, wie er hier lebt.“
Neben den Bildern veröffentlichte er auch regelmäßig plattdeutsche Gedichte in der Lokalzeitung. Seit den 1950er Jahren veröffentlichte er seine illustrierten Gedichte auch in Buchform.

## Schriften
- Buernkost: Gedichte und Zeichnungen. Däil 1. Hagen (Westf.) 1953.
- Buernkost: Gedichte und Zeichnungen. Däil 2. Loup op dei Biärge. Lüdenscheid [1957].
- Buernkost: Gedichte und Zeichnungen. Däil 3. Häim! Hou, hou hó! Lüdenscheid 1967.
- Olle un nigge Tied. Lüdenscheid, 1974
- Niëmm di Tiet! Dat fîfte Bauck. Rûtegiëwen vam Niederdeutschen Arbeitskreis im Heimatbund Märkischer Kreis. Naoh’m Dau’e van Heinz Wever. Altena, 1994
- Ergreifen, was zu fassen ist. Aus den illustrierten Reisetagebüchern. Reise durch die USA 1929. 1994.